# Draaimolen van Vermolen

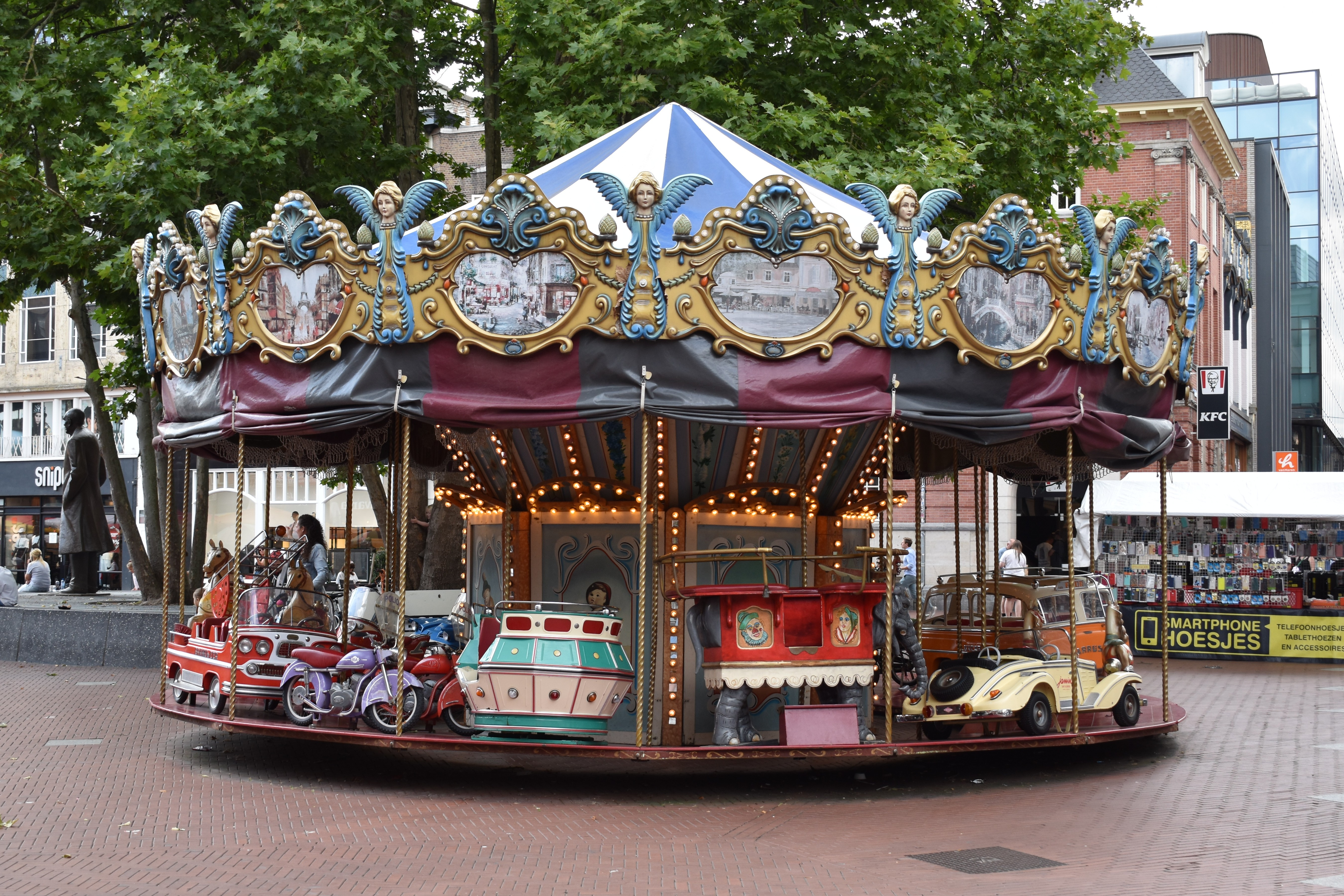
De draaimolen van Bennie en Anita Vermolen op de Markt in Eindhoven

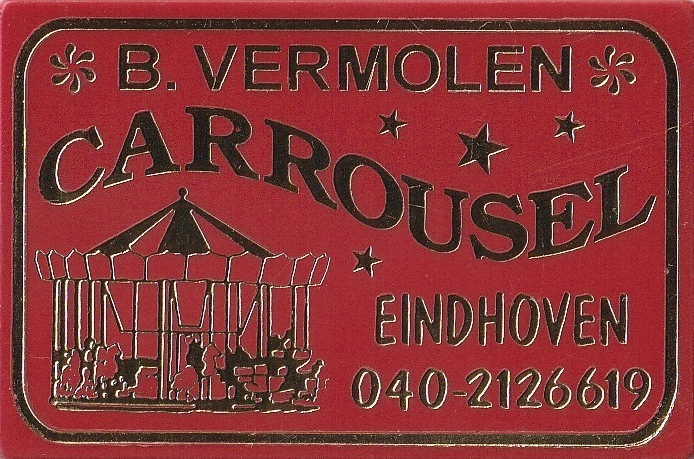
Een plastic entreeticket voor de draaimolen

In de binnenstad van Eindhoven is sinds de jaren 2000 de draaimolen van Bennie en Anita Vermolen te vinden. Deze draaimolen heeft een vaste standplaats op de Markt, op de hoek bij de Marktstraat en Hermanus Boexstraat, tegenover de McDonald's. In Nederland is dit de enige draaimolen die op een vaste locatie in het centrum van een stad staat. Kinderen kunnen op de draaimolen zitten op paarden, oldtimers, retroscooters of een ouderwetse brandweerwagen.
De familie Vermolen heeft ook andere draaimolens in Nederland. De bekendste draaimolen van de familie bevindt zich in de Efteling. De Vermolenmolen, gebouwd in 1865, is de oudste draaimolen van Nederland.

## Geschiedenis
De draaimolen werd gebouwd in de jaren '50 en heeft op verschillende kermissen in Noord-Brabant gestaan. In 1995 was men voor de kerstmarkt in Eindhoven op zoek naar een draaimolen. Zo kwam de draaimolen van Vermolen voor het eerst op de Markt terecht. Vervolgens keerden Bennie en Anita Vermolen steeds vaker terug naar deze plek voor verschillende evenementen. Na ongeveer tien jaar werd de Markt hun vaste locatie en sindsdien zijn ze daar gebleven.
In oktober 2009 werd de koperen bel van de draaimolen gestolen. Met deze bel werd elk ritje ingeluid. Kort nadat het nieuws op internet stond, kwam een man uit Eindhoven, een oude schoolconciërge, met een vervangend exemplaar.
Vóór de coronacrisis in Nederland, werd de draaimolen na de kerstvakantie telkens afgebroken, maar sinds deze pandemie is dit niet meer het geval en staat de draaimolen permanent op de Markt.

## Muziek
De muziek van de draaimolen bestaat uit talloze muziekfragmenten en is afkomstig van Duitse orgels.